# Ukrainian Congress Committee of America

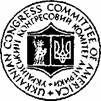
Siegel des UCCA

Der Ukrainian Congress Committee of America, abgekürzt UCCA (dt.: Ukrainische Kongress-Komitee Amerikas), ist ein US-amerikanischer Interessenverband der Exil-Ukrainer in den USA. Er wurde 1940 gegründet und fungiert als Dachorganisation von 20 verschiedenen Gruppierungen und umfasst mehr als 75 Abteilungen.
Die UCCA wurde nach dem Zweiten Weltkrieg zu einem Sammelbecken von Mitgliedern der Organisation Ukrainischer Nationalisten. Innerhalb dieser Organisation gab es Flügelkämpfe, die 1980 zur Übernahme der UCCA durch die ultranationalistischen Gefolgsleute Stepan Banderas führten. Seither kann sie nicht mehr den Anspruch erheben, alle Ukrainer in den USA zu vertreten. In den 1980er Jahren entwickelte die UCCA gute politische Verbindungen in die Reagan-Administration, der damalige Vorsitzende der UCCA, Lev Dobriansky, wurde zum US-Botschafter ernannt, seine Tochter Paula Dobriansky arbeitete für das National Security Council. Die Organisation unterhält Beziehungen zur Republikanischen Partei.